# Натан Левінсон
Натан Левінсон (англ. Nathan Levinson, 15 липня 1888, Нью-Йорк, США — 18 жовтня 1952, Лос-Анджелес, США) — американський звукорежисер. Він виграв премію «Оскар» за найкращий звук за фільм «Янкі Дудл Денді» та був номінований ще 16 разів у тій же категорії. Він також був номінований сім разів у категорії «Найкращі візуальні ефекти».
Статуетка «Оскара», яку Левінсон виграв за фільм «Янкі Дудл Денді», була продана за $ 90,000 на аукціоні в Далласі в липні 2011 року.

## Вибрана фільмографія
- 1932: Я — втікач-каторжанин / I Am a Fugitive from a Chain Gang
- 1933: 42-га вулиця / 42nd Street
- 1933: Золотошукачі 1933-го року / Gold Diggers of 1933
- 1934: Доріжка флірту / Flirtation Walk
- 1935: Одіссея капітана Блада / Captain Blood
- 1936: Атака легкої бригади / The Charge of the Light Brigade
- 1937: Життя Еміля Золя / The Life of Emile Zola
- 1938: Чотири дочки / Four Daughters
- 1939: Приватне життя Єлизавети та Ессекса / The Private Lives of Elizabeth and Essex
- 1940: Морський яструб / The Sea Hawk
- 1941: Сержант Йорк / Sergeant York
- 1941: Морський вовк / The Sea Wolf
- 1942: Янкі Дудл Денді / Yankee Doodle Dandy
- 1942: Відчайдушна подорож / Desperate Journey
- 1943: Це армія / This Is the Army
- 1943: Авіація / Air Force
- 1944: Голлівудська їдальня / Hollywood Canteen
- 1944: Пригоди Марка Твена / The Adventures of Mark Twain
- 1945: Рапсодія в стилі блюз / Rhapsody in Blue
- 1946: Вкрадене життя / A Stolen Life
- 1948: Джонні Белінда / Johnny Belinda
- 1951: Трамвай «Бажання» / A Streetcar Named Desire